# Saúde dos ecossistemas

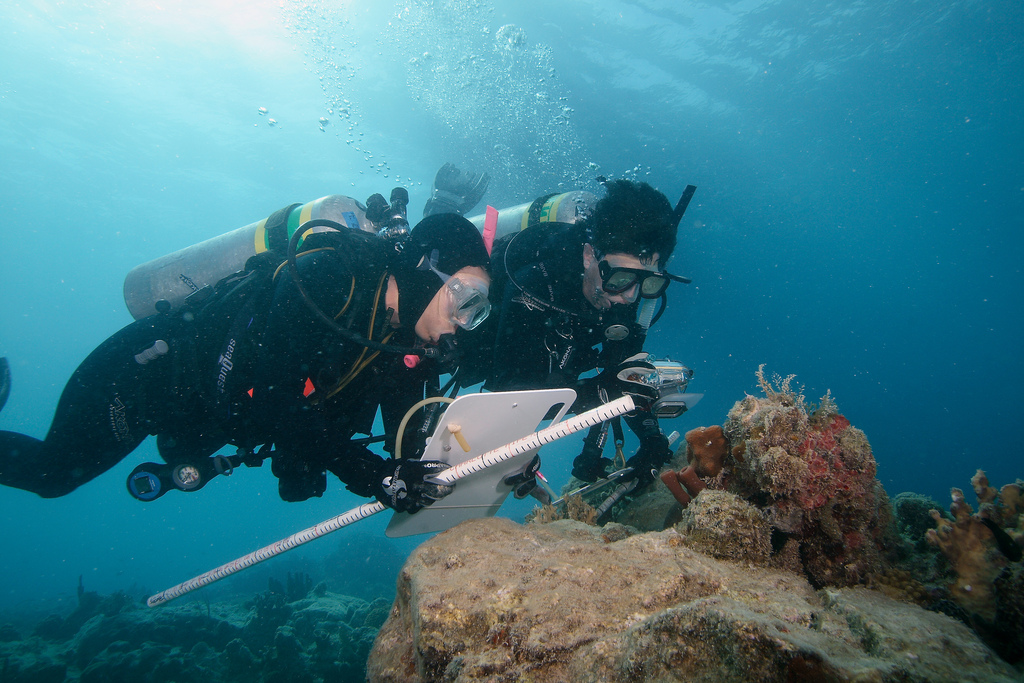
Mergulhadores avaliando a saúde de corais em St. Thomas.

A saúde dos ecossistemas, ou saúde ecossistêmica, é um conceito que se refere à uma forma de descrever a condição, como de saúde, dos ecossistemas. O estado dos ecossistemas pode variar por diversos motivos, como incêndios, inundações, secas, extinções, espécies invasoras, mudanças climáticas, mineração, pesca, agricultura, extração de madeira, derramamento de produtos químicos, entre outros.

Não há um parâmetro de referência universalmente aceito para definir o que é um ecossistema saudável; ao contrário, a percepção da saúde de um ecossistema depende dos critérios adotados para avaliá-lo e dos objetivos sociais que fundamentam essa avaliação. Defensores da metáfora da "saúde dos ecossistemas" destacam sua utilidade como ferramenta de comunicação, justamente por sua simplicidade.
"Os formuladores de políticas e o público precisam de conceitos simples e compreensíveis, como saúde."
“Alguns críticos temem que o conceito de saúde dos ecossistemas, sendo uma ‘construção carregada de valores’, possa ser apresentado como ciência a tomadores de decisão e ao público desavisado.” Ainda assim, o termo é amplamente utilizado para descrever o estado dos ecossistemas, tanto no contexto da conservação quanto na gestão ambiental. Por exemplo, periódicos científicos e organizações como a ONU recorrem frequentemente aos termos “saúde planetária” e “saúde dos ecossistemas”, como ilustrado pela revista  The Lancet Planetary Health.

## História do conceito
A metáfora da saúde aplicada aos ecossistemas tem sido utilizada desde o início do século XIX e o conservacionista americano Aldo Leopold (1887-1948) falou metaforicamente da saúde da terra, da doença da terra, da mutilação e da violência ao descrever as práticas de uso da terra. O termo “gestão do ecossistema” tem sido utilizado pelo menos desde a década de 1950. Posteriormente, o termo “saúde do ecossistema” generalizou-se na literatura ecológica, como uma metáfora geral que significa algo bom e como um objetivo de qualidade ambiental em avaliações no terreno de rios, lagos, mares e florestas.

## Significado
O termo “saúde ecossistêmica” tem sido utilizado para abranger um conjunto de objetivos ambientais considerados desejáveis. No artigo “What is ecosystem management?”, Edward Grumbine analisou a literatura sobre gestão e saúde ecossistêmica, reunindo os objetivos mais frequentemente mencionados nessas abordagens:
- Conservar populações viáveis de espécies nativas;

- Conservar a diversidade do ecossistema;

- Manter os processos evolutivos e ecológicos;

- Gerenciar ecossistemas por longos períodos de tempo para manter o potencial evolutivo;

- Acomodar o uso e a ocupação humana dentro dessas restrições.

Grumbine descreve cada um desses objetivos como uma "declaração de valor" e enfatiza o papel dos valores humanos na definição das metas de gerenciamento de ecossistemas. A última meta mencionada no artigo — acomodar os seres humanos — é também a mais controversa.
“Observamos que, quando grupos de partes interessadas se reúnem para definir... visões, isso frequentemente gera debates sobre a ênfase na saúde do ecossistema ou no bem-estar humano... O fato de a prioridade recair sobre os ecossistemas ou sobre as pessoas influencia profundamente a forma como as partes interessadas avaliam os estados ecológicos e sociais considerados desejáveis.” “Para alguns, os lobos são fundamentais para a saúde do ecossistema e uma parte essencial da natureza; para outros, representam um símbolo do excesso de intervenção do governo, visto como uma ameaça aos seus meios de subsistência e valores culturais.”
A avaliação da saúde dos ecossistemas exige uma amostragem ambiental ampla e orientada por objetivos. Por exemplo, uma abordagem para a saúde do ecossistema do Lago Superior, na América do Norte, foi desenvolvida por meio de um fórum público, a partir do qual se estabeleceram metas para proteger habitats e manter as populações de cerca de 70 espécies de peixes nativos.
Alguns autores tentaram propor definições mais amplas da saúde dos ecossistemas, como a avaliação seu estado histórico “antes do início do estresse antropogênico”. No entanto, uma das dificuldades reside no fato de que a composição original de muitos ecossistemas alterados pelos humanos é desconhecida — ou mesmo impossível de ser conhecida. Além disso, registros fósseis e de pólen indicam que as espécies presentes em um ecossistema tendem a se reorganizar ao longo do tempo, o que torna difícil definir um momento específico como ideal ou “saudável”.

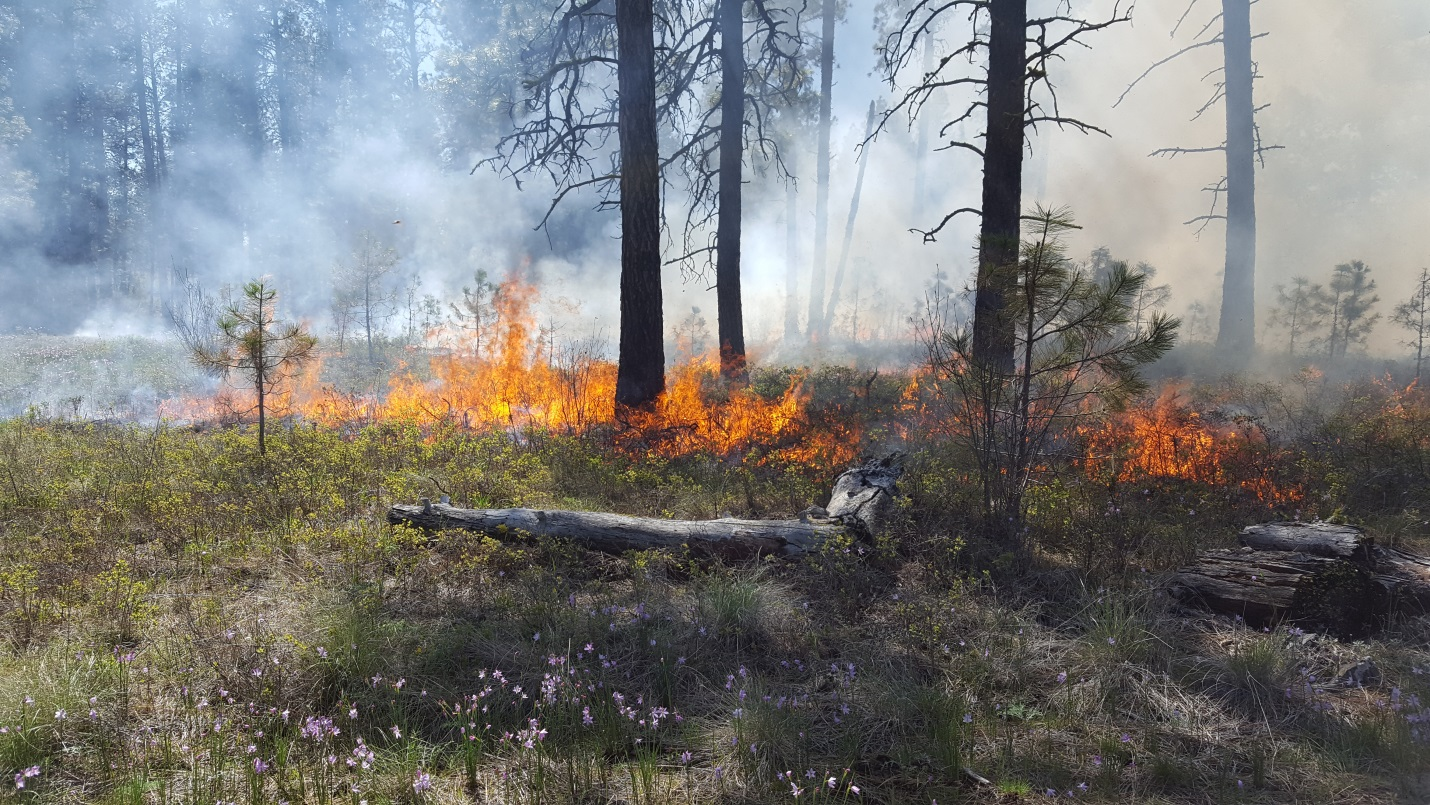
O fogo pode desempenhar um papel fundamental na restauração de ecossistemas.

Uma definição ampla, frequentemente citada, propõe que um ecossistema saudável apresenta três atributos principais: 
1. produtividade;
2. resiliência; e
3. “organização” — esta última incluindo a biodiversidade.[21]

Embora isso capture propriedades significativas do ecossistema, uma generalização é ilusória, pois essas propriedades não necessariamente variam juntas na natureza. Por exemplo, não há necessariamente uma relação clara ou consistente entre produtividade e riqueza de espécies. Da mesma forma, a relação entre resiliência e diversidade é complexa, e a estabilidade do ecossistema pode depender de uma ou algumas espécies, em vez da diversidade geral. Ademais, alguns ecossistemas indesejáveis são altamente produtivos. "Se a riqueza de espécies é nossa principal meta normativa, então deveríamos converter a floresta amazônica ainda mais rapidamente em pasto." 
"A resiliência, por si só, não é necessariamente desejável. Ecossistemas altamente resilientes podem manter estados indesejáveis do ponto de vista humano — como recifes de coral dominados por algas. A resiliência ecológica é uma “capacidade” que depende das características do ecossistema analisado, dos tipos de perturbações considerados e da forma como essas perturbações são quantificadas. As abordagens para sua avaliação enfrentam grandes incertezas e ainda exigem amplas pesquisas empíricas e teóricas."
Outros autores buscaram desenvolver índices numéricos para medir a saúde dos ecossistemas, com o objetivo de permitir comparações quantitativas entre diferentes ecossistemas ou entre estados de um mesmo ecossistema ao longo do tempo. Um desses modelos utiliza uma fórmula baseada nas três propriedades citadas anteriormente: saúde = vigor do sistema × organização do sistema × resiliência do sistema. No entanto, o ecólogo Glenn Suter critica esses índices, argumentando que eles utilizam “unidades sem significado”, carecem de clareza conceitual e não são previsíveis — o que os torna pouco úteis para aplicações regulatórias. Além disso, Suter ressalta que esses índices não têm poder de diagnóstico: os efeitos de um componente podem ser ofuscados pelas respostas de outros, e a razão de um valor alto ou baixo do índice frequentemente permanece desconhecida.
Outra abordagem para avaliar a saúde dos ecossistemas baseia-se em conceitos de sistemas complexos, como a criticalidade. De acordo com essa perspectiva, um ecossistema saudável estaria em equilíbrio dinâmico entre adaptabilidade (associada à aleatoriedade) e robustez (associada à ordem). Essa ideia é formalizada na chamada "Hipótese da Criticalidade", que propõe que sistemas que operam em um regime intermediário entre ordem e desordem atingem sua máxima capacidade computacional e alcançam um equilíbrio ideal entre estabilidade e flexibilidade. Resultados recentes em áreas como biologia celular e evolutiva, neurociência e ciência da computação têm demonstrado grande interesse por essa proposta, sugerindo seu potencial como uma lei geral para sistemas complexos adaptativos (ver  e referências ali citadas).

## Indicadores de saúde
Os indicadores de saúde são determinados pelos objetivos das partes interessadas, que orientam a definição do ecossistema. Um ecossistema é uma abstração. “Os ecossistemas não podem ser identificados ou encontrados na natureza. Em vez disso, precisam ser delimitados por um observador. Isso pode ser feito de diversas formas para uma mesma porção da natureza, dependendo das perspectivas e interesses específicos.”
Um indicador é uma variável — como uma propriedade química ou biológica — que, ao ser medida, permite inferir tendências em outra variável ambiental (não medida) ou em um conjunto de variáveis não medidas. Por exemplo, o aumento na taxa de mortalidade de canários em minas de carvão pode ser um indicativo de elevação nos níveis de monóxido de carbono. Da mesma forma, o aumento dos níveis de clorofila-a em um lago pode ser um indicador de eutrofização.
As avaliações de ecossistemas utilizam dois tipos de indicadores: descritivos e normativos. “Os indicadores podem ser usados de forma descritiva, com fins científicos, ou de forma normativa, com fins políticos.” Quando usado de maneira descritiva, um alto nível de clorofila-a é um indicativo de eutrofização. No entanto, esse mesmo dado pode ser interpretado como um indicador de saúde do ecossistema. Nesse segundo caso, assume um caráter normativo: passa a refletir uma classificação dentro de uma escala de “saúde”, que pode variar consideravelmente dependendo das preferências sociais sobre o que é considerado desejável. Por exemplo, um alto nível de clorofila-a pode ser visto como sinal de um ecossistema saudável em uma área úmida em processo natural de sucessão, mas como sinal de degradação em uma área úmida alterada pela ação humana, mesmo utilizando o mesmo valor do indicador.
A avaliação da saúde dos ecossistemas tem sido criticada por misturar esses dois tipos de indicadores. Um indicador de saúde é, por definição, normativo e, se for confundido com um indicador descritivo, “implica que valores normativos podem ser medidos objetivamente — o que certamente não é verdade”. Assim, valores implícitos podem ser repassados ao leitor como se fossem fatos objetivos, algo que deve ser evitado.
O próprio ato de selecionar indicadores — de qualquer tipo — é influenciado pela perspectiva do observador, e a separação entre objetivos e descrições tem sido defendida como um passo essencial para garantir transparência. “A separação entre indicadores descritivos e normativos é fundamental do ponto de vista da filosofia da ciência... Metas e valores não podem ser deduzidos diretamente de descrições — um ponto repetidamente enfatizado na literatura sobre ética ambiental... Por isso, recomendamos sempre especificar claramente a definição de indicadores e propomos distinguir de forma nítida os indicadores ecológicos utilizados na ciência daqueles indicadores políticos empregados em processos de tomada de decisão.”
Além disso, a integração de múltiplos indicadores normativos — que podem, inclusive, ser conflitantes — em uma única medida de “saúde do ecossistema” representa outro desafio significativo. Por exemplo, ao utilizar 56 indicadores, “avaliar de forma integrada o estado ambiental e a saúde dos ecossistemas marinhos ainda é um dos grandes desafios da ecologia, da pesquisa científica e da gestão de ecossistemas marinhos”.
Outro problema associado aos indicadores é a sua validade. Bons indicadores devem apresentar alto valor preditivo [en] validado de forma independente — ou seja, alta sensibilidade (grande probabilidade de detectar uma mudança significativa quando ela ocorre) e alta especificidade [en] (baixa probabilidade de indicar uma mudança quando não há alteração real). A confiabilidade de diversas métricas de saúde tem sido questionada, e “qual combinação de medidas deve ser usada para avaliar os ecossistemas é uma questão em aberto no debate científico atual.” A maioria das tentativas de identificar indicadores ecológicos tem sido baseada em correlações, em vez de fundamentadas em testes prospectivos de seu valor preditivo, e o processo de seleção de muitos indicadores tem se baseado em evidências frágeis ou, em alguns casos, sem qualquer base empírica.
Em determinadas situações, simplesmente não há indicadores confiáveis disponíveis: “Não encontramos exemplos de invertebrados usados com sucesso em programas de monitoramento (florestal). Sua diversidade e abundância indicam que têm um papel importante na função dos ecossistemas, mas dificultam a o processo de definição de espécies-chave.” Além disso, “Revisões de abordagens de monitoramento baseadas em espécies mostram que nenhuma espécie isolada, nem mesmo um pequeno grupo, representa com precisão comunidades inteiras. A resposta ecológica de uma única espécie pode não fornecer previsões confiáveis sobre o comportamento de um grupo de espécies — mesmo quando esse grupo é composto por espécies muito semelhantes.”

## Relação com a saúde humana: o paradoxo da saúde
O equilíbrio entre a saúde humana e a "saúde" da natureza foi chamada de "paradoxo da saúde" e ajuda a ilustrar como os valores humanos influenciam as percepções sobre a saúde dos ecossistemas. A saúde humana tem sido favorecida à custa da "saúde" de ecossistemas naturais — por exemplo, com o represamento de cursos d'água e o desmatamento de vales, a eliminação de áreas úmidas que abrigam mosquitos, o desvio de água para irrigação, a conversão de ambientes naturais em áreas agrícolas, a extração de madeira e o extermínio local de espécies.
Existe um conflito significativo entre conservacionistas e gestores de recursos sobre se devemos "reduzir a dominação humana sobre a biosfera" ou aceitá-la como inevitável. Essas duas posições costumam ser descritas como utilitarista versus protecionista.
A perspectiva utilitarista considera a saúde e o bem-estar humanos como critérios para avaliar a saúde dos ecossistemas. Por exemplo, a destruição de áreas úmidas para o controle de mosquitos transmissores da malária "resultou em uma melhoria na saúde do ecossistema". Já a visão preservacionista trata os seres humanos como uma espécie invasora: “Se alguma vez houve uma espécie que se qualificasse como uma praga invasora, essa espécie é o Homo sapiens”.
Os defensores da abordagem utilitarista argumentam que “ecossistemas saudáveis são aqueles capazes de sustentar populações humanas saudáveis” e que “a saúde dos ecossistemas deve ser economicamente viável”, uma vez que ecossistemas “insalubres” tendem a estar associados ao aumento da poluição, doenças infecciosas, incêndios, inundações, falhas de safras e colapsos pesqueiros. Por outro lado, os preservacionistas afirmam que colocar a saúde humana como prioridade representa um conflito de interesses, já que os seres humanos têm historicamente destruído diversos ecossistemas em nome do próprio bem-estar. Além disso, doenças e parasitismo são fenômenos naturais e comuns em ambientes pré-industriais. Essas condições, inclusive, contribuem para o funcionamento dos ecossistemas, promovendo a biodiversidade e a produtividade, sendo que os parasitas podem representar uma parcela significativa da biomassa em determinados ecossistemas.
A própria escolha do termo “saúde” aplicado à ecologia tem sido questionada por sua falta de neutralidade. Um artigo da BioScience sobre o uso responsável da linguagem científica observa: “Alguns conservacionistas temem que esses termos possam reforçar a ideia de dominação humana sobre o planeta... e que possam contribuir para a mudança da linha de base cognitiva — processo pelo qual os seres humanos passam a se habituar a ecossistemas novos, frequentemente degradados, esquecendo-se da natureza original do passado”.

## Críticas ao conceito e alternativas propostas
As críticas ao conceito de "saúde dos ecossistemas" concentram-se principalmente na dificuldade dos proponentes em separar explicitamente a dimensão normativa (relacionada a preferências políticas) da dimensão descritiva (baseada em informações científicas). Entre os principais argumentos estão:
- A saúde do ecossistema é subjetiva — trata-se de um julgamento econômico, político ou ético, e não de uma medida científica da qualidade ambiental. As classificações de saúde são moldadas pelos objetivos e preferências dos tomadores de decisão referentes ao meio ambiente.[6][56] “Não há base científica para delimitar a saúde de um ecossistema”.[57] “No centro dos debates sobre a utilidade do conceito de saúde do ecossistema está a disputa sobre quais preferências sociais devem prevalecer”.[58]
- A saúde do ecossistema é um exemplo de ciência normativa, e “usar ciência normativa em deliberações políticas representa uma forma de defesa furtiva”. “A ciência normativa corrompe a ciência e não deve ser tolerada pela comunidade científica — sem exceção”.[59]
- A saúde é uma metáfora, não uma propriedade inerente dos ecossistemas. Trata-se de uma abstração que implica uma condição “boa” ou ótima, mas, na natureza, os ecossistemas são conjuntos transitórios, em constante transformação, sem um estado ideal claramente identificável.[22][60]
- O uso da saúde e do bem-estar humanos como critérios para avaliar a saúde dos ecossistemas introduz um viés e um conflito de interesses nas avaliações ambientais, especialmente considerando que o crescimento da população humana tem causado impactos ambientais significativos.[52][61]
- A saúde do ecossistema muitas vezes se apresenta como uma meta operacional, sobretudo porque gestores ambientais “podem relutar em definir claramente seus objetivos”.[2]
- Trata-se de um conceito vago,[11][62] “indefinível em um sentido rigoroso e, portanto, aceitável apenas como uma forma de transmitir uma impressão geral de bem-estar”.[63] “Atualmente, existem muitas definições — frequentemente contraditórias — de saúde do ecossistema”,[2] o que o torna “suscetível a abusos e interpretações equivocadas a ponto de representar uma ameaça ao próprio meio ambiente”.[6]
- Além disso, muitas vezes não há uma definição clara do que os proponentes do conceito consideram como “ecossistema”.[11]
- Há também um conflito de interpretação entre diferentes instituições: por exemplo, diversas agências florestais governamentais mantêm há décadas programas ou departamentos de “saúde florestal”, nos quais o termo está associado à ausência de doenças nas árvores e à prevenção de danos causados por incêndios.[64] Por outro lado, o conceito de “saúde do ecossistema” pode incluir justamente os papéis ecológicos de doenças e incêndios. Afinal, “o fogo é uma parte vital e natural do funcionamento de diversos ecossistemas florestais”.[65]
- O uso do termo “saúde do ecossistema” pode induzir o público ao erro, ao ocultar as implicações de determinadas metas políticas e ao ser utilizado para atribuir conotações negativas a determinadas escolhas  políticas.[2] “O uso mais comum e problemático da saúde do ecossistema — e de outras noções normativas semelhantes — é a inserção de valores pessoais disfarçados sob o manto da imparcialidade científica”.[58]

Como alternativa, têm sido propostas expressões mais neutras, como status do ecossistema, prognóstico do ecossistema e sustentabilidade do ecossistema. Outra sugestão para substituir a metáfora da saúde é “formular com exatidão e clareza os objetivos de política pública e gestão”, utilizando descritores de habitat e propriedades reais dos ecossistemas. Por exemplo, uma declaração política pode afirmar: “A manutenção de populações naturais viáveis de vida selvagem e de funções ecológicas sempre terá precedência sobre qualquer uso humano da fauna”. Uma possível meta seria: “Manter populações viáveis de todas as espécies nativas in situ”. Já um objetivo de manejo pode ser: “Manter populações autossustentáveis de peixes dentro da faixa de abundância observada entre 1990 e 1999”.
Kurt Jax propôs um modelo de avaliação de ecossistemas que evita impor noções preconcebidas de normalidade, previne a confusão entre dimensões normativas e descritivas, e valoriza a definição cuidadosa do ecossistema. O formato segue cinco etapas:
1. os objetivos sociais para o ecossistema são negociados entre as partes interessadas;
2. o ecossistema em funcionamento é definido com foco nos fenômenos mais relevantes para esses objetivos;
3. estabelecem-se condições de referência e faixas aceitáveis de variação do sistema;
4. selecionam-se variáveis de medição a serem utilizadas como indicadores; e
5. definem-se as escalas temporal e espacial da avaliação.

## Termos relacionados
O termo "saúde ecológica" tem sido usado em diferentes contextos. Em medicina, refere-se a condições como alergias humanas e sensibilidade química múltipla; na saúde pública, está associado a programas de redução de riscos à saúde, como aqueles voltados para diabetes, obesidade e tabagismo. A própria saúde humana, quando considerada em seu sentido mais amplo, é vista como fundamentada em aspectos ecológicos. O termo também aparece no planejamento urbano, associado a cidades “verdes”, com práticas como compostagem e reciclagem, e tem sido usado de forma abrangente para se referir a questões ambientais e à condição de locais impactados por atividades humanas.
O conceito de "integridade do ecossistema" remete à condição de ecossistemas sujeitos à mínima interferência humana. Já a saúde ecológica [en] diz respeito à relação entre a saúde humana e o meio ambiente, considerando fatores como mudanças climáticas, conflitos armados, produção de alimentos, urbanização, e a estrutura e funcionamento dos ecossistemas. Termos como "gestão de ecossistemas [en]" e "gestão baseada em ecossistemas" referem-se à administração sustentável desses sistemas, e, em alguns casos, utilizam como metas os conceitos de saúde ou integridade do ecossistema. Com a evolução das prioridades sociais, a prática da gestão de recursos naturais também mudou — e, com ela, a definição operacional de saúde dos ecossistemas e os próprios objetivos de gestão.